# Puntarenas
 For alternative betydninger, se Puntarenas (provins).
 Ikke at forveksle med Punta Arenas.
Puntarenas er en by i det vestlige Costa Rica, beliggende på landets Stillehavskyst. Puntarenas har et indbyggertal (pr. 2000) på ca. 102.000 og er hovedstad i en provins af samme navn. 